# Wangdu Gyatotsang
Wangdu Gyatotsang (* um 1920 in Litang, Provinz Sichuan, Republik China (1912–1949); † 1974) war Mitglied der von Gonpo Tashi Andrugtsang gegründeten osttibetischen Guerillaorganisation Chushi Gangdrug, welche sich zum Ziel setzte, die tibetisch-buddhistische Kultur vor der Zerstörung zu bewahren. Gyatotsang wurde Mitte der 1950er Jahre von der CIA ausgebildet. Er wurde als Nachfolger von Baba Gen Yeshe, dem Kommandanten der tibetischen Guerilla, nach Mustang, Nepal, geschickt. Gyatotsang starb 1974, nachdem er in einen Hinterhalt der nepalesischen Armee geriet und von diesen getötet wurde.